# Election Day
Election Day er den dag, hvor der afholdes valg såvel på føderalt som lokalt niveau i USA. I visse stater er dagen en helligdag, f.eks. i New York, Ohio og Hawaii. Et medlem af Repræsentanternes Hus har foreslået at gøre Election Day til en national helligdag kaldet Democracy Day.

## Føderale valg
På Election Day skal der ifølge den amerikanske forfatning afholdes valg. Dagen falder altid på den første tirsdag efter den første mandag i november (altså i tidsrummet 2.-8. november) i de lige år.
Her vælges alle medlemmer af Repræsentanternes Hus for en to-årig periode, mens én-tredjedel af Senatets medlemmer er på valg for en seks-årig periode. Hvert fjerde år vælges også en præsident og en vicepræsident.

## Lokale valg
Mange lokale valg, dvs. valg til posten som guvernør, sheriff, anklager, valg til delstatsparlamenter, amter og kommuner m.fl., afholdes på samme dag som de føderale valg. Men hver enkelt delstat, amt og kommune har deres egne regler for, hvornår der skal afholdes valg, og dermed hvornår Election Day finder sted.
I visse stater afholdes der sågar valg i ulige år, dvs. i de år hvor der ikke er føderale valg.